# قوة الدفاع الإقليمية الليتوانية
قوة الدفاع الإقليمية اللتوانية أو LTDF ( (بالليتوانية: Lietuvos vietinė rinktinė)‏ LVR ، (بالألمانية: Litauische Sonderverbände)‏ [a] كانت قوة مسلحة تطوعية لفترة قصيرة، تم إنشاؤها وحلها في عام 1944 أثناء الاحتلال الألماني لتوانيا. كان LTDF تابعة للسلطات ألمانيا النازية وكان هدفها محاربة اقتراب الجيش الأحمر، وتوفير الأمن ومكافحة العصابات داخل الأراضي التي يطالب بها ليتوانيا (انظر أيضا الاحتلال الألماني النازي ليتوانيا، مفوضية الرايخ أوستلاند). كان لدى LTDF بعض الاستقلالية وكان يعمل به ضباط من ليتوانيا، وأبرزهم قائدًها هو الجنرال الليتواني Povilas Plechavičius. وصلت بسرعة إلى حجم حوالي 10000 رجل. بعد ارتباطات قصيرة ضد الثوار السوفيت والبولنديين ( أرميا كراجوا ) ، تم تفكيك القوة بنفسها،  وتم اعتقال قادتها وإرسالهم إلى معسكرات الاعتقال،  وتم إعدام العديد من أعضائها على أيدي النازيين. تم تجنيد العديد من الأشخاص الآخرين في خدمات مساعدة النازية الأخرى أو بدأوا في تشكيل مقاومة مسلحة ضد السوفيات ، والمعروفة أيضًا باسم فورست براذرز. تم تأسيس اتحاد جنود قوة الدفاع الإقليمية الليتوانية (Lietuvos vietinės rinktinės karių sąjunga)، وهي منظمة للمحاربين القدامى، في عام 1997.

## محاولات التعبئة السابقة
في بداية عام 1943، حاولت الحكومة المهنية النازية تشكيل تشكيل لفافن إس إس من السكان المحليين كما فعلوا في العديد من البلدان الأخرى، ولكن قاطع الليتوانيون التعبئة بحضور أقل من 300 رجل. قام النازيون بأعمال انتقامية ضد السكان ورحلوا 46 شخصية بارزة وأعضاء من المثقفين إلى معسكر الاعتقال شتوتثوف. تم إغلاق جميع مؤسسات التعليم العالي الليتواني من قبل النازيين في 18-19 مارس. في صيف عام 1943 ، سمح «مؤتمر عموم الليتوانيين»، برعاية السلطات النازية، بحملة تعبئة أكثر نجاحًا. وقد أدى ذلك إلى إنشاء قوة مسلحة، تعمل فقط في الأراضي التي تطالب بها ليتوانيا ولن يتولى أمرها إلا ضباط من ليتوانيا.